# HMS Argyll (F231)
El HMS Argyll (F231) es una fragata del tipo 23 perteneciente a la Marina Real Británica. Fue amadrinado en 1989 por Lady Wendy Levene, después de ser construido por Yarrow Shipbuilders Limited en Glasgow. El Argyll es actualmente parte de la 6.º Escuadra de Fragatas con base en el puerto de Devenport Dockyard.
Según lo publicado por el canal de defensa de Reino Unido llamado Navy Lookout esta unidad podría ser transferida a la Armada de Chile en el corto plazo. 
- Datos: Q5631404
- Multimedia: HMS Argyll (F231) / Q5631404